# Eois paraviolascens
Eois paraviolascens là một loài bướm đêm trong họ Geometridae.